# Emil Ábrányi
Emil Ábrányi (ur. 22 września 1882 w Budapeszcie, zm. 11 lutego 1970 tamże) – węgierski kompozytor, dyrygent i krytyk muzyczny.

## Życiorys
Pobierał nauki w Lipsku u Arthura Nikischa. Pracował jako dyrygent w teatrach w Kolonii i Hanowerze, a od 1911 do 1919 jako dyrygent w budapesztańskiej operze (w latach 1919–1920 pełnił funkcję dyrektora). Od 1921 do 1926 był dyrektorem Teatru Erkel. Wykładał dyrygenturę w konserwatorium w Budapeszcie. Komponował opery, muzykę orkiestrową, kameralną oraz teatralną.  Był wnukiem Kornéla Ábrányiego.
Opery
- A ködkirály (premiera 17 maja 1903)
- Monna Vanna (premiera 2 marca 1907)
- Paolo és Francesca (premiera 13 stycznia 1912)
- Don Quijote (premiera 30 listopada 1917)
- Ave Maria: Májusi intermezzo (premiera 25 lutego 1922)
- A vak katona (premiera 11 czerwca 1923)
- Ay éneklö dervis (1937; niewystawiona)
- Liliomos herceg (1938; niewystawiona)
- Bizánc (1942; niewystawiona)
- Éva boszorkány (1944; niewystawiona)
- Balatoni rege (1945; niewystawiona)
- A Tamás-templom karnagya (1947; niewystawiona)